# I combattenti
I combattenti (Blunt Force Trauma), è un film del 2015 diretto da Ken Sanzel.

## Trama
Segue il viaggio di John e Colt, moderni pistoleri con giubbotti antiproiettile, che sfidano altri combattenti in incontri clandestini. John aspira a combattere contro l'assoluto campione, Zorringer. Colt, invece, è in cerca di vendetta e insegue il responsabile della morte del fratello.

## Produzione
Le riprese sono state effettuate principalmente a Bogotà, in Colombia nel 2014. Nel nord America, la pellicola è stata distribuita da Alchemy. Ha partecipato al Woodstock Film Festival e al Montreal World Film Festival.